# Silent But Deadly
Pour plus de détails, voir Fiche technique et Distribution.
Silent But Deadly est un film d'horreur canadien réalisé par Stephen Scott, sorti en 2011.
Le film met en scène un psychopathe qui commet des meurtres atroces.

## Synopsis
Un fils muet et analphabète du père paysan vivant en Louisiane et il adore les chèvres et puis le fils se change en psychopathe qui extermine ceux qui font du mal aux chèvres et il attaque une équipe de tournage de film dans la région. Puis le shérif enquête les meurtres en série.

## Fiche technique
- Titre original : Silent But Deadly
- Réalisation : Stephen Scott
- Scénario : Lori Kelly (créditée comme Lori Bailey), David Pluscauskas, Joel Plue, Erin Berry
- Décors :
- Costumes :
- Photographie :
- Montage :
- Musique :
- Production :
- Sociétés de production : MJC Entertainment
- Société de distribution :
- Pays d'origine :  Canada
- Langue : Anglais canadien
- Format : couleur
- Genre : Comédie horrifique
- Lieux de tournage : Chatham, Ontario, Canada
- Durée : 80 minutes
- Date de sortie :
  -  Canada : 11 novembre 2011
  -  Allemagne : 4 juin 2013
  -  États-Unis : 24 septembre 2013
- interdit aux moins de 12 ans

## Distribution
- Jason Mewes : Thomas
- William Sadler : Capper
- Jordan Prentice : shérif Shelby
- Kim Poirier : Sandra
- Marc Hickox : Bobby
- Benz Antoine (en) : Deputy Jimbo
- Patrick McKenna : Victor
- Jai Jai Jones : Winston
- R. D. Reid : Ed
- Anand Rajaram : Kyle
- Nicole Arbour (en) : Jackie
- Vanessa Burns : Anya
- Rebeka Coles-Budrys : Titianna
- Michael Majeski : Stan
- Aaron Walpole (en) : Rob
- Jesse Powell (en) : Set PA